# Mueiga
Mueiga (Mweiga) é uma cidade do Quênia situada na antiga província Central, no condado de Nieri. De acordo com o censo de 2019, havia 3 609 habitantes.